# Železná (Vrbno pod Pradědem)

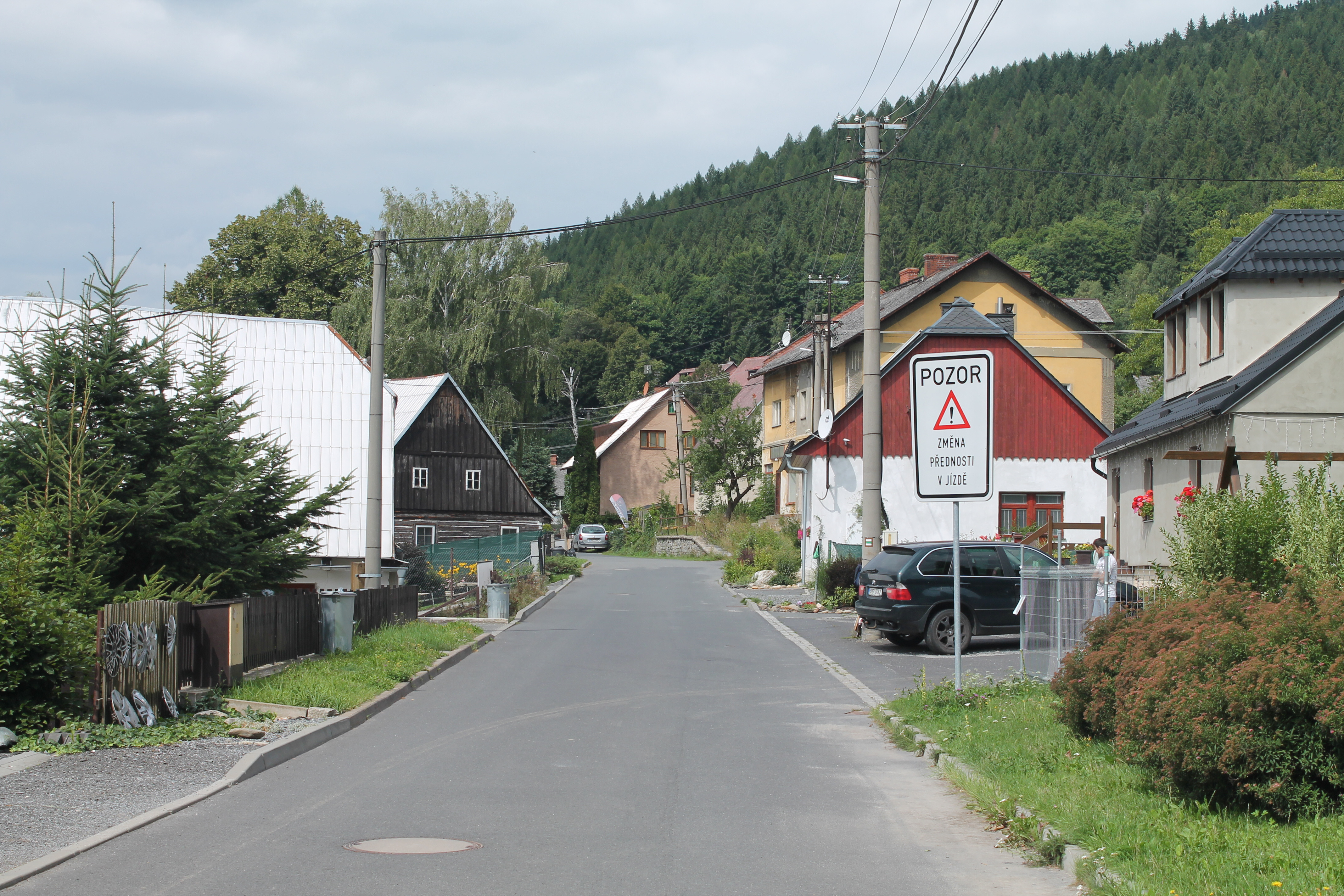
Ortsansicht

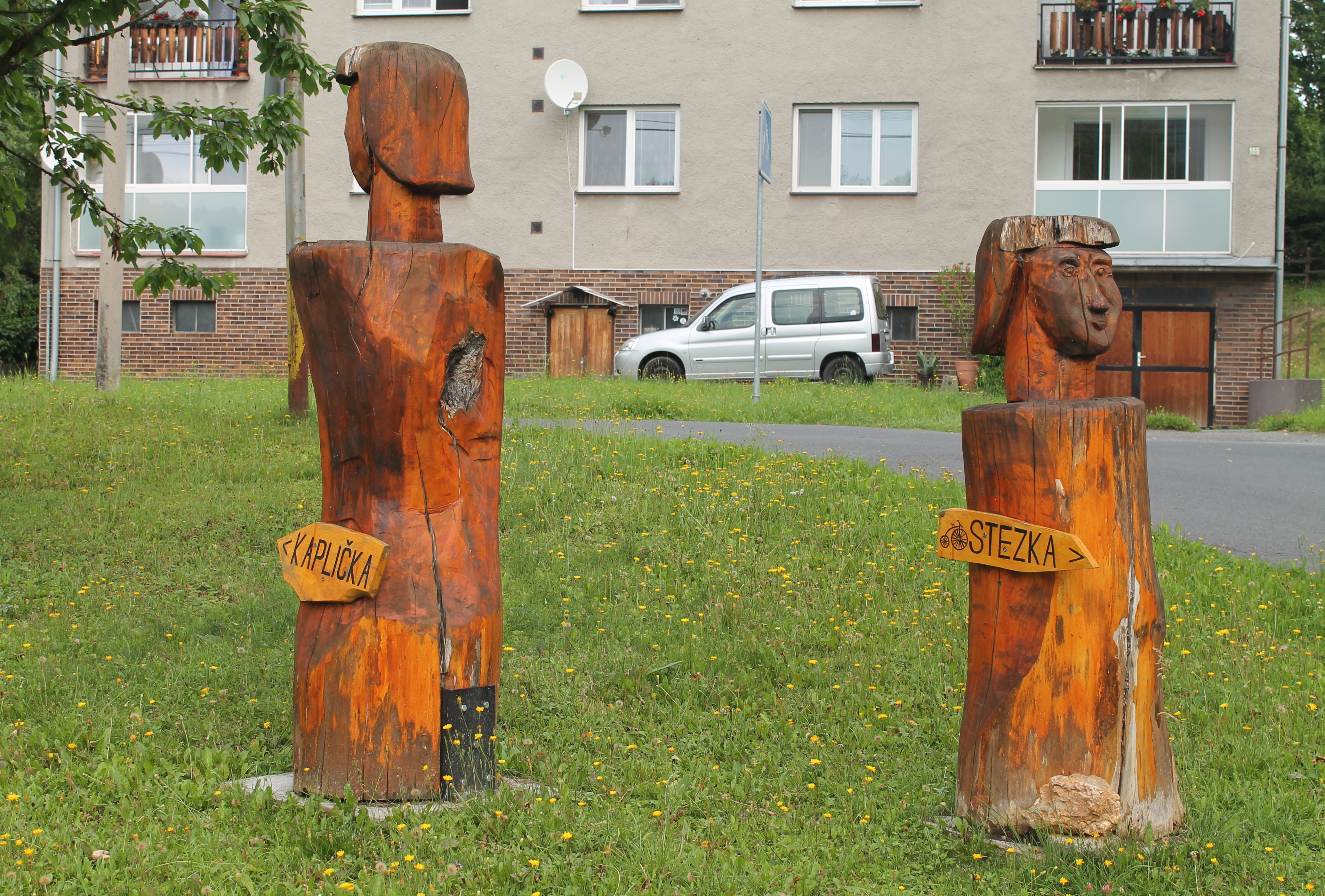
Dorfplatz

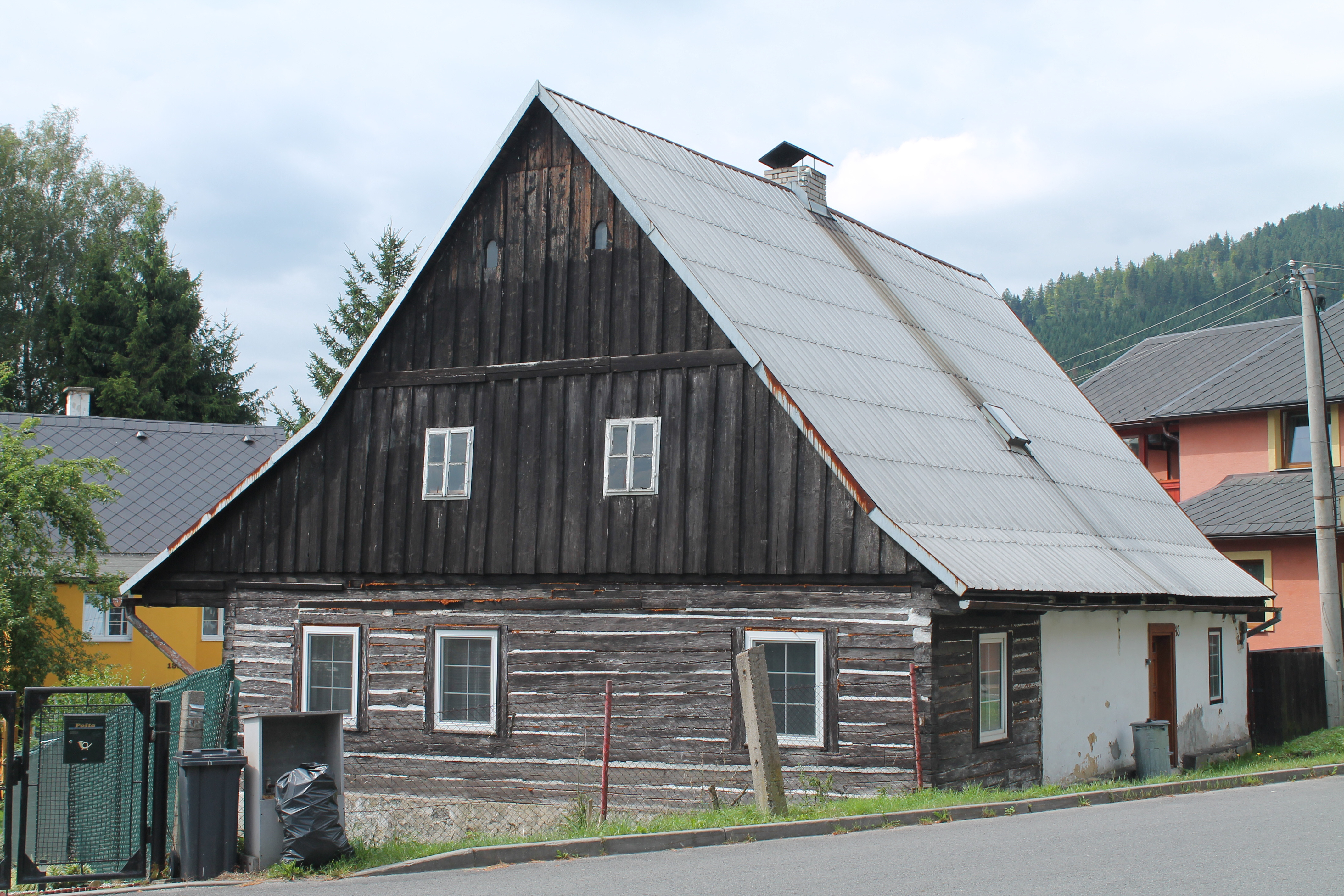
Chaluppe Nr. 43

Železná, bis 1947 Buchberkstál, (deutsch Buchbergsthal) ist ein Ortsteil der Stadt Vrbno pod Pradědem (Würbenthal) in Tschechien. Er liegt zwei Kilometer nordwestlich von Vrbno pod Pradědem und gehört zum Okres Bruntál.

## Geographie
Die Siedlung Železná befindet sich linksseitig des Unterlaufes der Střední Opava (Mitteloppa) am Fuße des Altvatergebirges (Hrubý Jeseník). Nördlich erheben sich der Suchý vrch (Dürrberg, 941 m n.m.), die Tisová (Hinterer Eibenstein, 861 m n.m.) und die Jedlová (Tannenberg, 874 m n.m.), im Nordosten der Jelení vrch (874 m n.m.), die Sokolí skály (Falkenstein, 846 m n.m.) und der Větrník (Langer Berg, 843 m n.m.), östlich der Huk (788 m n.m.), im Süden der Pod Vysokou (906 m n.m.) und die Vysoká hora (Hoher Berg, 1031 m n.m.), südwestlich die Zámecká hora (Schloßberg, 854 m n.m.), im Westen die Solná (Salzberg, 826 m n.m.) sowie nordwestlich der Na Vydlídce (978 m n.m.) und der Loupežník (Räuberlehne, 1020 m n.m.). Der Ort liegt im Landschaftsschutzgebiet Jeseníky.
Nachbarorte sind Rejvíz (Reihwiesen), Horní Údolí (Obergrund), Drakov, Heřmanovice (Hermannstadt) und Dlouhý Vrch im Norden, Mnichov (Einsiedel) im Nordosten und Osten, Vrbno pod Pradědem im Südosten, Ludvíkov (Ludwigsthal) im Süden, Vidly (Gabel) im Südwesten, Bílý Potok (Weißenseifen) im Westen sowie Adolfovice (Adelsdorf), Bukovice (Buchelsdorf), Dlouhá Hora und Dětřichov (Dittershof) im Nordwesten.

## Geschichte
Das Tal der Mittleren Oppa oberhalb von Würbenthal wurde erst spät besiedelt. Der Fluss bildete die Grenze zwischen dem bischöflichen Fürstentum Neisse und der Herrschaft Freudenthal.
Im Jahre 1770 ließ Fürstbischof Philipp Gotthard von Schaffgotsch nahe der Grenze bei Einsiedel einen Eisenhammer errichten. Ab 1790 entstand neben dem Hammer eine Kolonie für Hütten- und Hammerleute, die zunächst Hammerdorf genannt wurde. Im Jahre 1795 wurde die auf 33 Häuser angewachsene Kolonie Hammerdorf von Einsiedel abgetrennt; zu Ehren des Kreishauptmanns Ernst von Mückusch und Buchberg (1740–1814) erhielt sie dabei den neuen Namen Buchbergsthal. Die ersten Kirchenbücher wurden 1797 in Einsiedel geführt.
Im Jahre 1835 bestand die mit Einsiedel zusammenhängende und zum fürstbischöflichen Amt Zuckmantel gehörige Kolonie Buchbergsthal aus 63 in zwei Reihen gestellten Häusern mit 420 deutschsprachigen und katholischen Einwohnern, die vom Spinnen, Holzschlagen, Holzrücken und der Arbeit in den Hüttenwerken lebten. Im Ort gab es eine von der Gemeinde unterhaltene Ortsschule, einen Hochofen, eine Drahthütte und ein zur Einsiedler Erbscholtisei gehöriges Schankhaus. Oberhalb des Ortes wurden an der Mittleren Oppa zwei Frischfeuer mit einfachem Kastengebläse betrieben. Die Erze für den fürstbischöflichen Hochofen mit einer wöchentlichen Produktion von ca. 150 Zentner Roheisen wurden aus den Bergwerken von Reihwiesen und Bärn bezogen. Pfarrort war Einsiedel. Bis zur Mitte des 19. Jahrhunderts blieb Buchbergsthal dem Fürstentum Neisse untertänig.
Nach der Aufhebung der Patrimonialherrschaften bildete Buchbergsthal ab 1849 einen Ortsteil der Gemeinde Einsiedel im Gerichtsbezirk Zuckmantel. Im Jahre 1852 verpachtete das Bistum Breslau das Fürstbischöfliche Eisenwerk Buchbergsthal an die Zöptauer und Stefanauer Eisenwerke (Gebrüder Klein). Dies führte zu einer Blütezeit des Eisenwerkes Buchbergsthal. 1869 wurde Buchbergsthal dem Bezirk Freudenthal und Gerichtsbezirk Würbenthal zugeordnet. Zu dieser Zeit hatte die Kolonie 730 Einwohner und bestand aus 69 Häusern. Ab 1874 zeigte sich das Eisenwerk Buchbergsthal gegenüber größeren und moderneren Werken, insbesondere den Witkowitzer Eisenwerken, nicht mehr konkurrenzfähig. Die Produktion wurde deshalb auf Kleingussteile wie Draht, Nieten und Nägel umgestellt. Im Jahre 1877 löste sich Buchbergsthal von Einsiedel los und bildete eine eigene Gemeinde, zu der die Weiler und Einschichten Gabel, Steinseifen, Wolfsseifen und Zainhütte gehörten. Zum Ende des 19. Jahrhunderts stellte das Fürstbischöfliche Eisenwerk Buchbergsthal seinen Betrieb ein. Der Würbenthaler Unternehmer Adolf Grohmann gründete auf dem Werksgelände eine Eisengießerei. An der Stelle der stillgelegten Zainhütte entstand zum Ende des 19. Jahrhunderts die Kolonie Weißenseifen. Im Jahre 1900 lebten in der Kolonie Buchbergsthal 761 Personen, 1910 waren es 694. Die Freiwillige Feuerwehr wurde 1908 gegründet. Nach dem Zusammenbruch der k.k. Monarchie wurde die Gemeinde 1918 Teil der neu gebildeten Tschechoslowakei. Beim Zensus von 1921 lebten in den 88 Häusern der Gemeinde Buchbergsthal 685 Personen, darunter 678 Deutsche. Im Ort Buchbergsthal selbst standen 78 Häuser. 1924 wurde der tschechische Ortsname Buchberkstál eingeführt. Im Jahre 1930 bestand die Gemeinde Buchbergsthal aus 114 Häusern und hatte 826 Einwohner; davon lebten 693 in der Kolonie Buchbergsthal (92 Häuser). 1939 lebten 800 Personen in der Gemeinde. Nach dem Münchner Abkommen wurde die Gemeinde 1938 dem Deutschen Reich zugesprochen und gehörte bis 1945 zum Landkreis Freudenthal. Nach dem Ende des Zweiten Weltkrieges wurde Buchberkstál wieder Teil der Tschechoslowakei. Die deutschsprachige Bevölkerung wurde 1946 größtenteils vertrieben und der Ort mit Tschechen besiedelt. Die Eisengießerei der Mährisch-schlesischen Aktien-Gesellschaft für Drahtindustrie wurde in dieser Zeit verstaatlicht. 1947 erfolgte die Umbenennung in Železná. Die Eisengießerei Železná stellte 1950 ihren Betrieb ein. Im Jahre 1950 lebten in den 114 Wohnhäusern des Dorfes Železná nur noch 480 Personen. Im Zuge der Gemeindegebietsreform von 1960 wurde Železná nach Vrbno pod Pradědem eingemeindet. Im Jahre 1970 hatte Železná 381 Einwohner. 1991 bestand Železná aus 115 Wohnhäusern und hatte 505 Einwohner. Beim Zensus von 2011 lebten in den 132 Häusern von Železná 391 Personen.

## Gemeindegliederung
Zu Železná gehören die Wüstung Hutě (Wolfsseifen) sowie die Berghütten Františkova chata, Jánská chata (Johannesbaude), Solná chata, Střelecká chata und Suchohorská chata.
Der Katastralbezirk Železná pod Pradědem mit einer Fläche von 4012 ha umfasst die Ortsteile Bílý Potok (Weißenseifen, 1964 ha), Vidly (Gabel, 758 ha) und Železná (Buchbergsthal, 1289 ha). Er besteht fast ausschließlich aus Waldgebieten und erstreckt sich bis auf den Malý Děd (Leiterberg, 1369 m n.m.), den Videlské sedlo (Gabelpaß, 930 m) und den Medvědí vrch (Bärenfangkuppe, 1216 m n.m.)

## Sehenswürdigkeiten
- Hölzerne Kapelle Maria Schnee, am nordwestlichen Ortsrand am Fuße des Loupežník. Sie wurde 1878 geweiht. Nach der Vertreibung wurde die Kapelle vom Ehepaar Treimer gepflegt. Zu Beginn der 1960er Jahre wurde die Kapelle mehrmals verwüstet. Im Jahre 2013 wurde sie wiederhergestellt.
- Burgruine Fürstenwalde auf der Zámecká hora, errichtet zu Beginn des 14. Jahrhunderts. Auf dem Areal der Ruine wurde 2012 ein hölzerner Aussichtsaltan ohne Fundamente errichtet, der inzwischen wegen Baufälligkeit gesperrt wurde.
- Doppelburg Weisenstein-Rabenstein, nordwestlich des Dorfes auf dem Loupežník

## Schutzgebiete
- Naturreservat Suchý vrch